# Pesca amb mosca

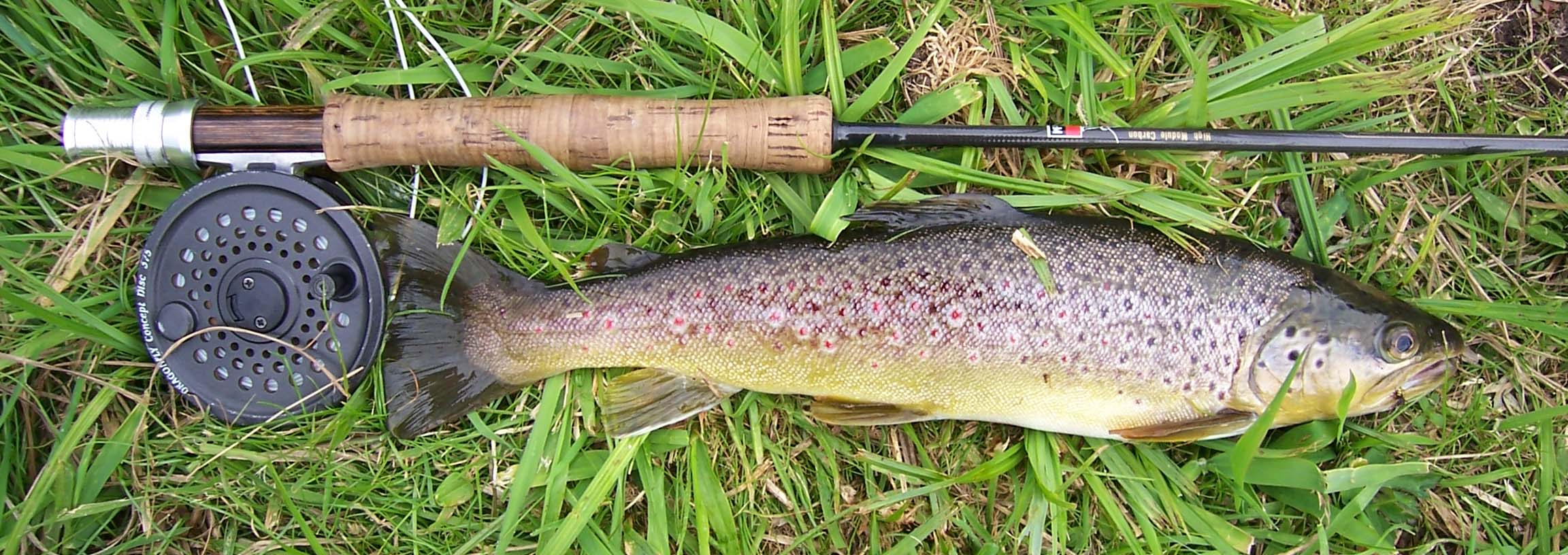
Truita pescada amb mosca

La pesca amb mosca (fly fishing, en anglès) és una modalitat de pesca que utilitza una canya i un esquer artificial anomenat mosca. La pesca amb mosca es practica usualment en llacs i rius, encara que també es pot realitzar al mar. També és coneguda com a pesca amb cua de rata.

## Orígens
Les primeres mencions de la pesca amb mosca, citades en antics escrits orientals, es remunten, pel que sembla, a 2000 anys AC, durant el període de la dinastia Shang en la qual s'esmenta l'ús de mosques artificials per capturar peixos.
Emboliquen, doncs, un ham en llana vermella i li afegeixen dues plomes blanques de gall. La canya és de dos metres de llarg i la línia de la mateixa longitud. Llancen aquest artifici a l'aigua i el peix el mossega quedant captiu.
És sabut que a principis del segle xiii textos alemanys esmenten la pesca de la truita i de graylings (en català tímal, un tipus de peix) usant un "ganxo emplomallat". Altres textos des de 1360, identifiquen la pesca amb mosca com el mètode elegit per la gent del poble, al llarg d'una extensa àrea que abastava des de les planes suïsses fins al que va ser Síria.
Si més no, hi ha una dotzena d'antics manuscrits que documenten la pesca amb mosca a Gran Bretanya en els segles xiv i xv, però cap d'aquests textos descriu les tècniques utilitzades, sinó que es limiten a referenciar que aquest tipus de pesca es practicava en escala relativament àmplia i amb cert nivell de sofisticació.
A Espanya la primera referència sobre l'art del muntatge de mosques artificials és el Manuscrit d'Astorga. Publicat el 1624 per Juan de Bergara. En ell, es defineixen els diferents tipus plomes i com muntar 33 models diferents de mosques.

## Les tècniques
La tècnica general és projectar l'esquer amb un moviment de la canya, que és transmès al llinya o línia. El llançament es basa principalment en el tipus de llinya o línia i no en la mosca. Per al llançament de l'esquer es fa servir una canya lleugera i especialment flexible.
Bàsicament, es pretén atraure el peix amb un esquer que imita, en aquest cas, a nimfes, pupes o insectes ofegats o secs, d'una manera molt natural i delicada.
Requereix gran habilitat i coneixement, de manera que la pesca amb mosca es considera, pels seus fanàtics, com un "art" o pesca "intel·lectual". Aquest tipus de pesca és una de les més pures i desafiadores en què peix i home s'enfronten.
Existeixen diferents esquers segons si el peix és proper a la superfície, a mitja aigua o prop del fons:

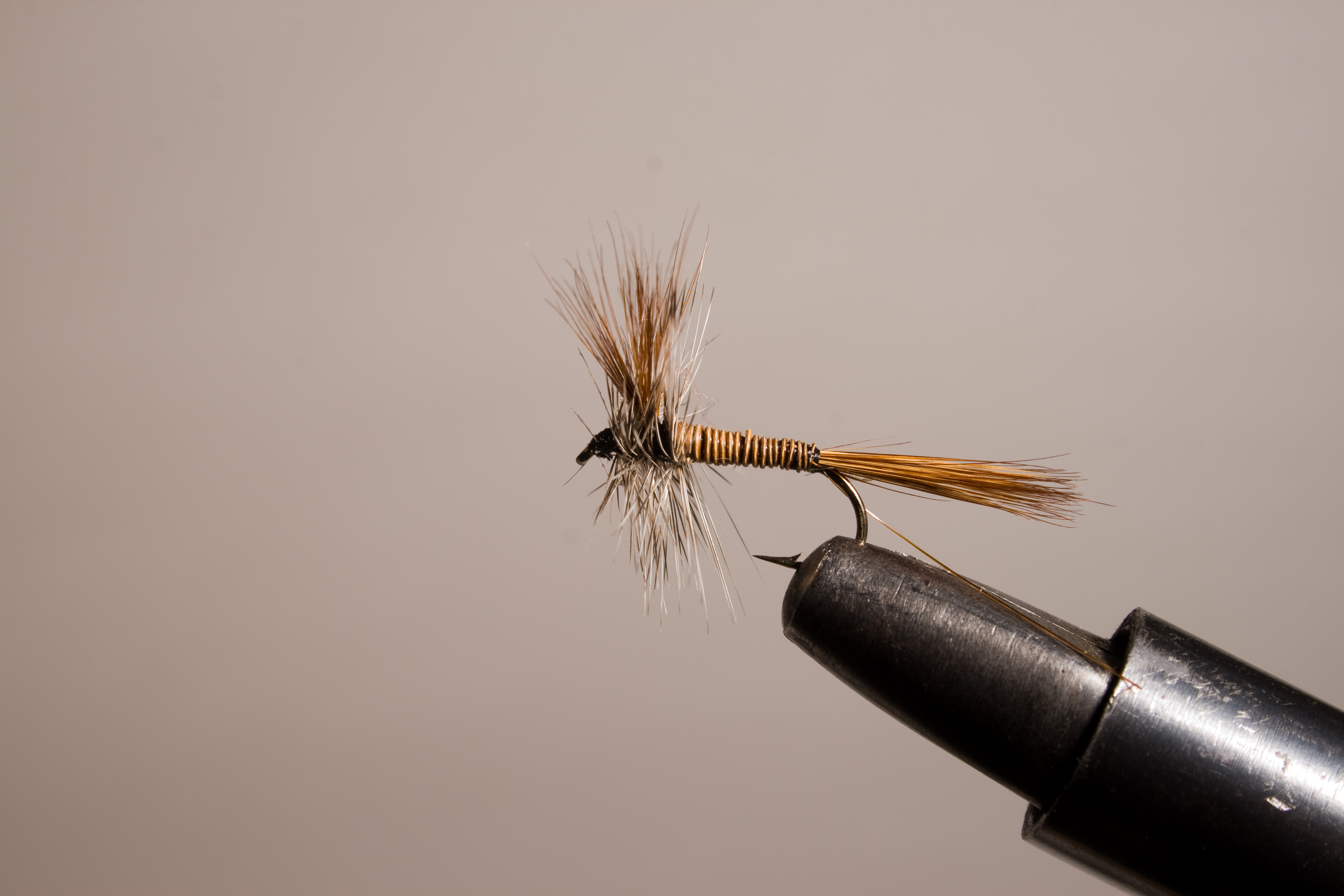
Mosca seca Adams.

- Pesca amb Mosca Seca: es tracta que l'esquer suri sobre l'aigua tal com ho fan els insectes. Per això, s'empren pèls i plomes que ajuden a la flotabilitat. Les tres mosques seques més populars són la Royal Wulff, Elk Hair Caddis i Adams.

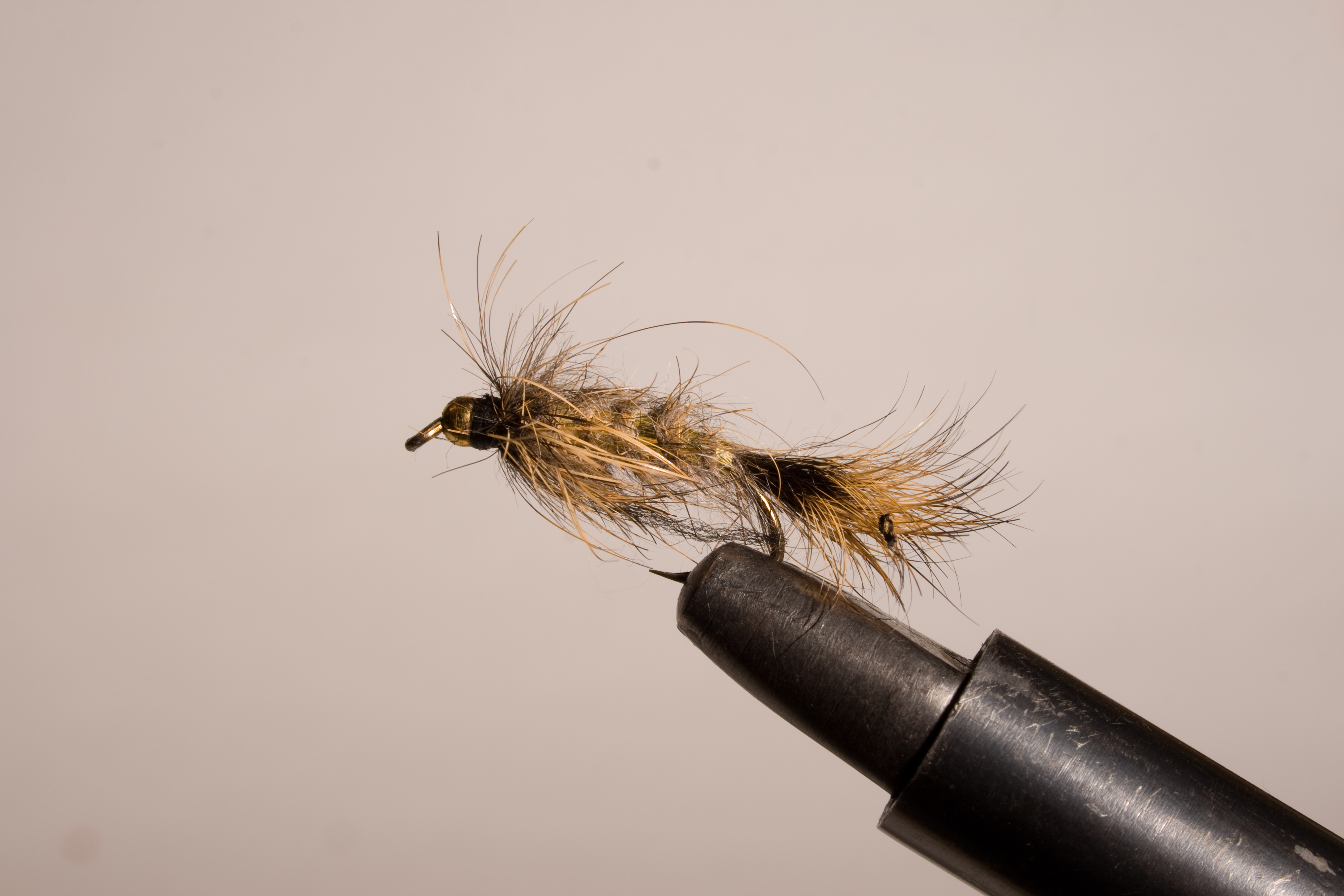
Mosca Nimfa Orella de llebre.

- Pesca amb Ninfa: s'imita amb l'esquer les larves de les mosques en el seu període de vida aquàtic. La nimfa es fabrica més gruixuda, amb pocs pèls o plomes. Les tres nimfes bàsiques són: Zug Bug, Hare's Ear (Orella de Llebre) i Pheasant tail.

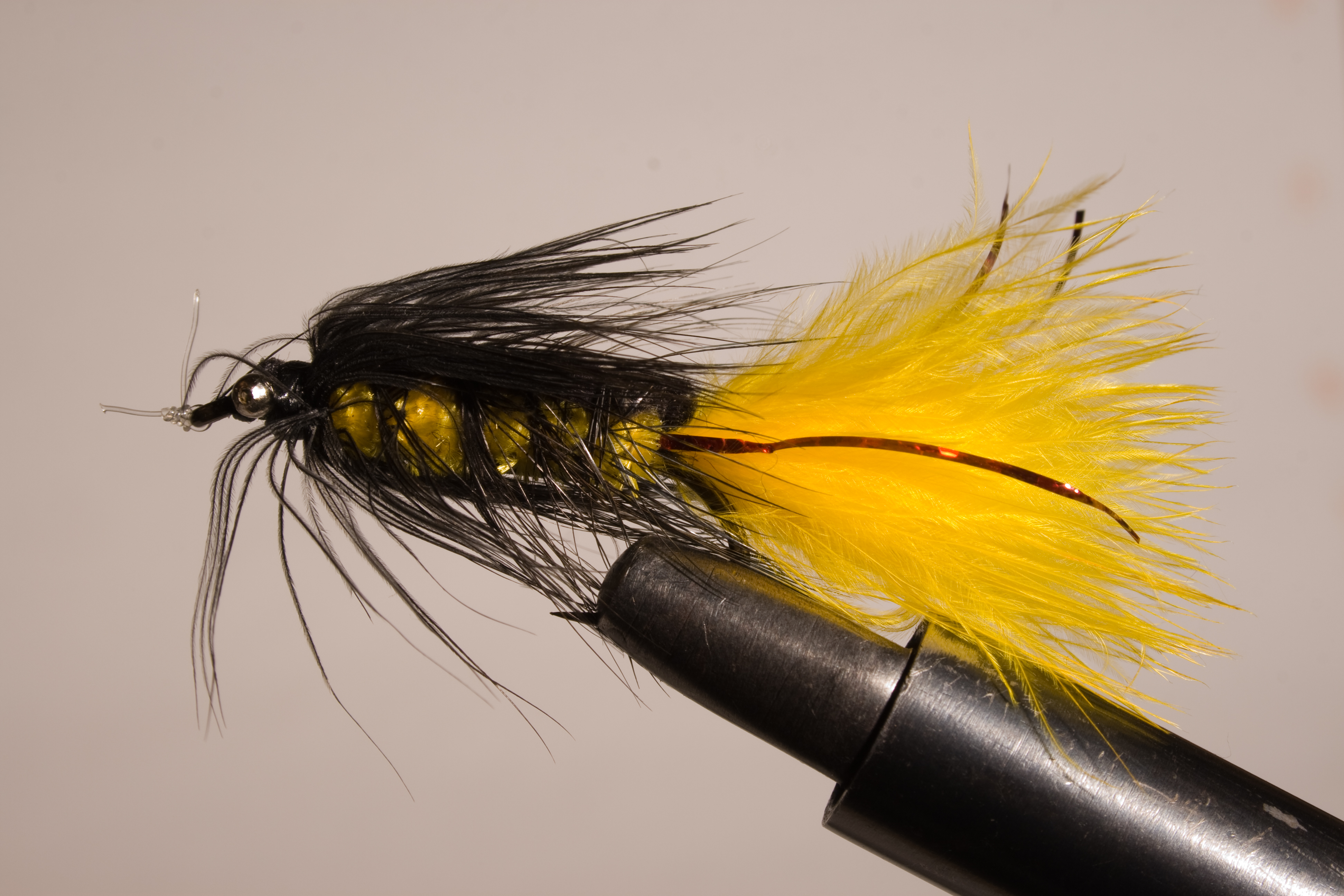
Mosca streamer Wooly Bugge.

- Pesca amb Streamers: és l'esquer més fàcil d'utilitzar. Imita peixos petits, crustacis o qualsevol cosa que mengin les truites. Els streamers més usats són: Zonko,  Woolly Bugge, Marabou Muddler i Bucktails Streamers.

En la pesca amb nimfa i streamers es fa servir un llast (generalment plom) per donar pes a les mosques i aconseguir profunditat a l'hora de pescar.
I dins de totes aquestes característiques, les mosques es poden classificar, a més, segons siguin imitadores o atractors .

## Modalitats
Amb devolució o catch and release: és una modalitat de pesca, no només de la pesca amb mosca, en la qual el peix capturat és alliberat immediatament a l'aigua perquè segueixi vivint. En general el pescador de mosca es troba compromès amb la conservació de les espècies ictícoles. D'altra banda, hi ha regulacions pel que fa a la devolució dels peixos, que varien segons els diferents països. Per exemple, a l'Argentina el reglament de pesca de salmònids diu que s'han de retornar tots els peixos capturats, llevat que estigui expressament aclarit el contrari per a algun ambient en particular. A Xile també hi ha rius, per exemple el Petrohue i el Calcurrupe a la X regió dels Llacs, on s'obliga la devolució d'espècies, però en la majoria d'ells, la llei estipula un màxim de 3 peces salmònides per pescador. En l'actualitat es treballa en la nova llei de pesca per fomentar la pesca amb mosca i la pesca amb devolució.

## Equip
S'utilitza un aparell de pesca personal consistent a:
- Canyes: es tracta de canyes flexibles i lleugeres, que es trien en funció de les seves característiques, a gust del pescador i del pes de la línia emprada. Les longituds més adequades són entre els 7:11 peus. S'empren canyes fabricades de bambú refós, fibra de carboni, grafit, fibra de vidre o materials compostos. A més es poden classificar per la seva acció de resposta com lenta, mitjana i ràpida.

- Línia: és la part fonamental d'aquesta modalitat de pesca. Es tracta d'una llinya amb característiques especials de gruix i pes. Poden ser de seda o sintètiques. És una llinya pesada que uneix la línia amb l'esquer. Rep aquest nom perquè el seu gruix va disminuint fins a arribar a la unió amb la línia. Aquesta és especialment dissenyada per llançar l'esquer - de pes mínim - a gran distància sense necessitat d'afegir un llast. Sol mesurar 27,4 metres. En la part en què es lliga la mosca en la seva punta se l'anomena leader, i la seva funció és enganyar al peix. L'extensió de la línia - que allarga els 27,4 metres de longitud -, que permet donar més línia en cas de requerir-lo, se l'anomena backing.

Hi ha línies flotants per pescar amb mosca seca i línies submergibles a diferents profunditats. Les categories de línies més usades són:
- Rocket Taper: tenen el pes a la punta i s'utilitzen per aconseguir distància, són fàcils de llançar i pertanyen a la categoria de WF.

- Doble Taper: tenen el pes en el mig i les puntes primes, s'utilitza per pescar en rius o rierols, es caracteritza per la seva presentació suau i delicada (DT).

- Shooting Tapers: tenen el pes a la punta i permeten assolir una gran distància, més que el Rocket Taper. També és de la família WF.

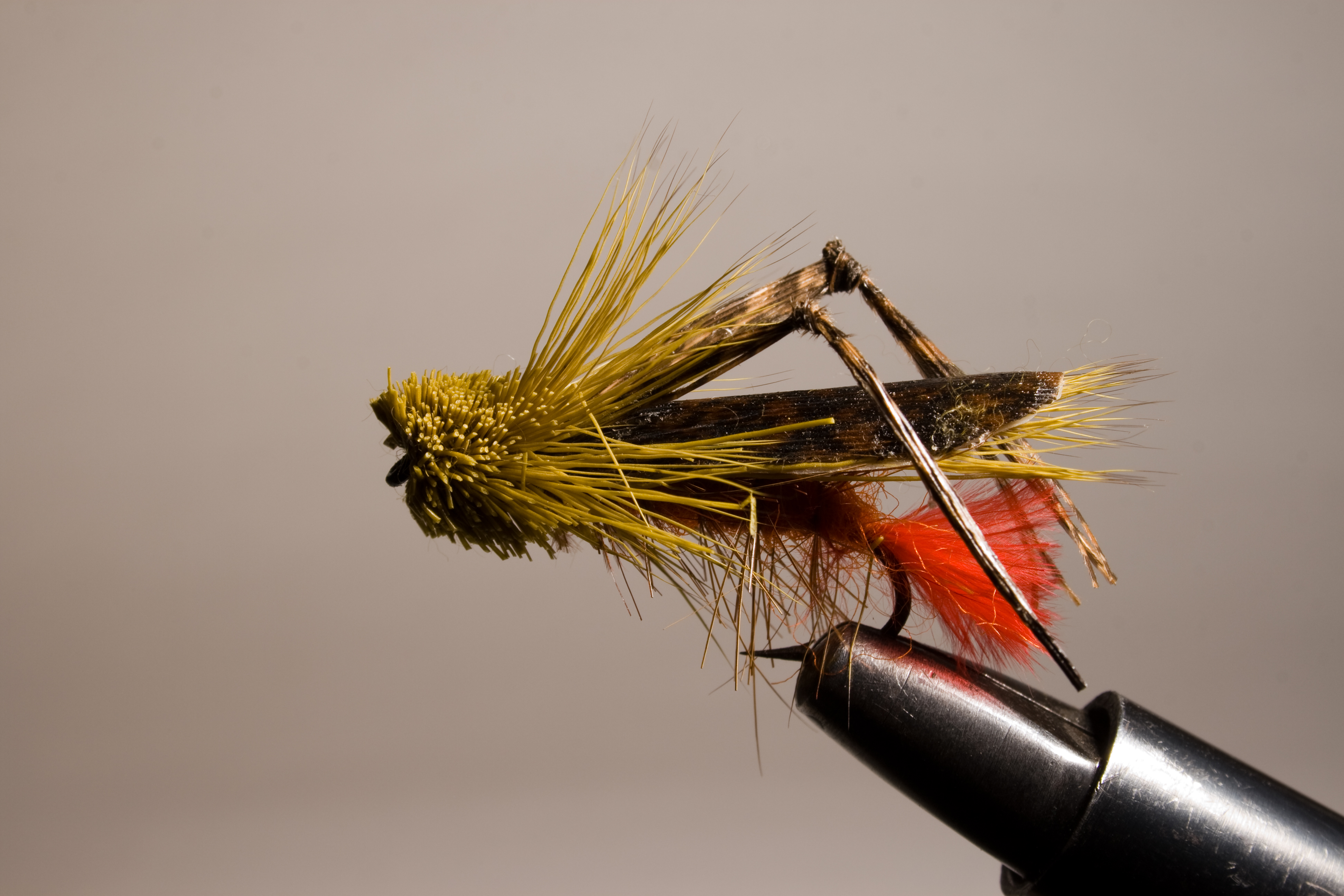
Mosca seca, imitació d'un llagosta.

- Mosques: és l'esquer artificial que pot imitar una mosca o qualsevol cosa que mengi el peix com altres insectes, crustacis o peixets. És fabricat manualment amb materials com fil, plomes i diversos materials sintètics. Es caracteritza pel poc pes en relació amb la línia.

- Rodets: element que serveix per emmagatzemar la línia, alguns rodets disposen de fre per facilitar el combat amb el peix. El pes i dimensions del rodet ha de ser d'acord amb la canya.
- Pantalons impermeables: peça de material impermeable, des dels peus fins al pit, que permet al pescador introduir-se en el si del riu sense mullar-se, solen fabricar-se en PVC, neoprè o un altre material. Els materials transpirables, en general, són els més adequats. No obstant això en rius de baixes temperatures es prefereix el neoprè per la seva capacitat aïllant.

## Espècies de peixos a pescar
Les espècies que es poden pescar mitjançant aquesta modalitat principalment han de ser predadors. En un principi es va usar aquesta modalitat per a la pesca de truites de muntanya bàsicament, davant la impossibilitat de pescar en altres modalitats a causa de la gran claredat de l'aigua i el seu escàs cabal, d'aquí es va anar derivant, ja que els insectes són la major font d'alimentació d'aquests salmònids. En generalitzar aquesta modalitat s'ha anat estenent a altres espècies que, per la seva voracitat o hàbits alimentaris, d'entre les més pescades i representatives es poden destacar:
- Truita de riu
- Salmó
- Carpa
- Lluç
- Black bass
- Barb
- Daurada

- Diverses espècies marines com Tarpó (sábal), Bonefish (Macabi), sorell, Barracuda, en zones tropicals.